# Religions afroamericanes

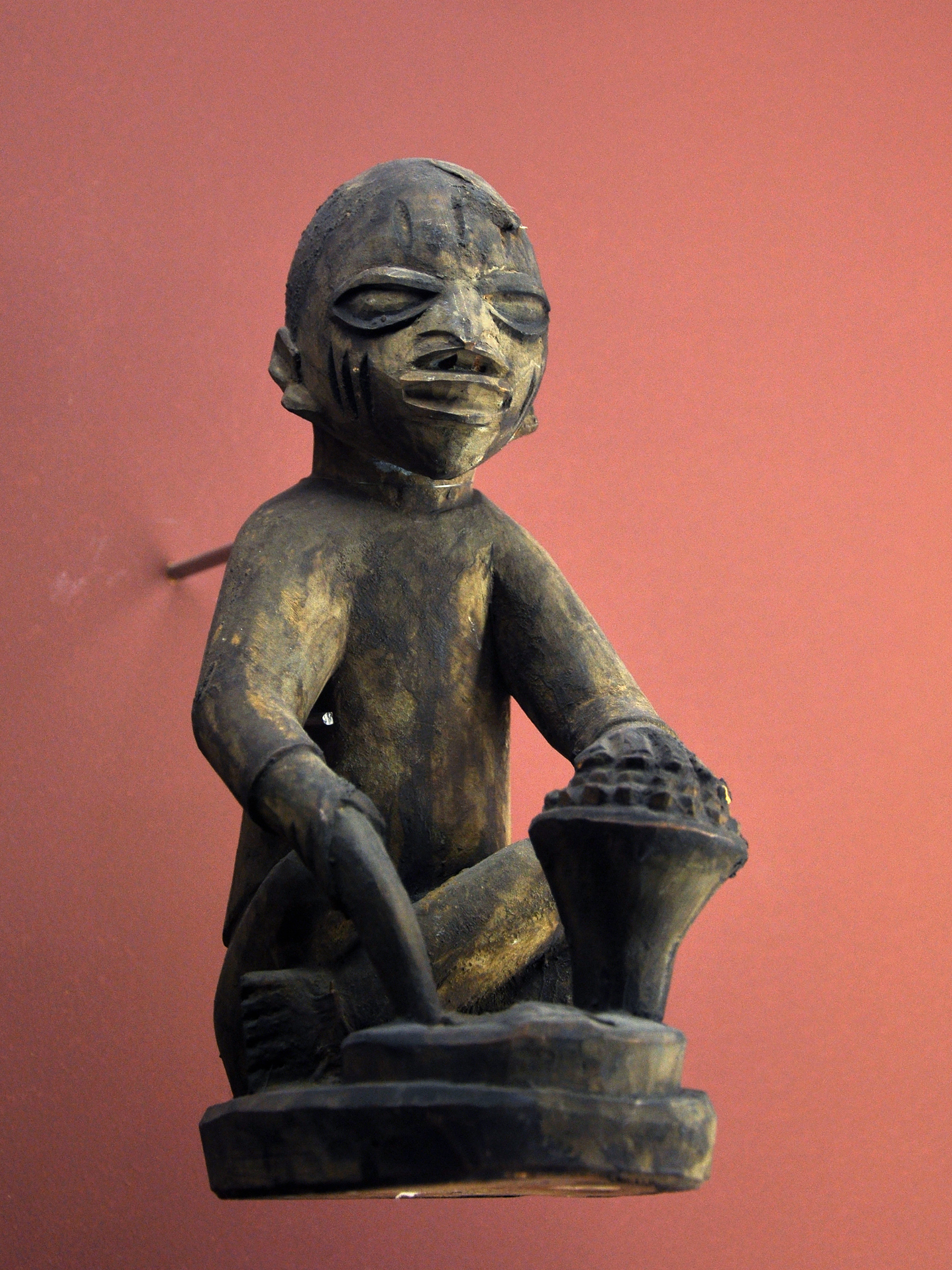
Figura del Musée africain Lió.

Les religions afroamericanes són una sèrie de religions relacionades entre si, que tenen les seves arrels a Àfrica i van ser desenvolupades pels esclaus portats cap a Amèrica, en diferents zones del Carib i Llatinoamèrica (principalment a Brasil i el Sud dels Estats Units).
Entre els elements comuns a aquestes religions, podem trobar la veneració als avantpassats, o a un panteó d'esperits divins. El vodú haitià, i la santeria afrocubana, es poden prendre com a derivacions de les religions africanes tradicionals que van donar lloc a aquestes (la religió dels iorubes o els kongo). A més de les influències de les religions africanes, existeixen elements del cristianisme, de les religions indígenes americanes i del espiritisme, la qual cosa porta a un sincretisme religiós.

## Característiques
Les religions afroamericanes es caracteritzen pel culte als avantpassats i incorporen una divinitat creadora juntament amb un panteó d’esperits divins com els Orisha, Loa, Vodú, Nkisi i Alusi, entre d'altres. A més del sincretisme religiós d’aquestes diverses tradicions africanes, moltes també incorporen elements del catolicisme popular, inclosos els sants populars i altres formes de religió popular, religió dels nadius americans, espiritisme, espiritualisme, xamanisme (de vegades inclòs l’ús d'enteògens) i de la mitologia europea.
També existeixen diverses tradicions, com ara Obeah i Hoodoo, que se centren en la salut espiritual. Les tradicions religioses africanes americanes son variades. Poden tenir arrels africanes no prominents o poden disposar d'una naturalesa gairebé totalment africana, en pràctiques com l'Orisha de Trinitat de Trinitat i Tobago.

## Llista de religions i tradicions espirituals
| Nom                               | País practicant              | Origen ètnic-religiós           |
| --------------------------------- | ---------------------------- | ------------------------------- |
| Quimbois                          | Antilles franceses           |                                 |
| Batuque                           | Brasil                       | Orixa                           |
| Candomblé                         | Brasil                       | Orixà-Vodú                      |
| Candomblé Bantu                   | Brasil                       | Kongo San Salvador, Kimbundu    |
| Candomblé Jejé                    | Brasil                       | Iorubes                         |
| Candomblé Ketu                    | Brasil                       | Iorubes                         |
| Catimbó                           | Brasil                       |                                 |
| Macumba                           | Brasil                       | Bantu                           |
| Quimbanda                         | Brasil                       | Sincretisme                     |
| Santo Daime                       | Brasil                       | Sincretisme                     |
| Tambor de Mina                    | Brasil                       | Vodú                            |
| Umbanda                           | Brasil                       | Sincretisme                     |
| Religió Yoruba                    | Brasil                       | Iorubes                         |
| Lumbalú                           | Colòmbia                     | Angola                          |
| Abakuá                            | Cuba                         | Nigèria, Camerun                |
| Arará                             | Cuba                         | Dahomey                         |
| Vodú cubà                         | Cuba                         | Dahomey                         |
| Palo                              | Cuba                         | Religió Kongo                   |
| Santeria                          | Cuba                         | Sincretisme                     |
| Montamentu                        | Curaçao                      |                                 |
| Vodú Dominicà                     | República Dominicana         | Sincretisme                     |
| Comfa                             | Guyana                       | Religió Kongo                   |
| Vodú Haitià                       | Haití                        | Sincretisme                     |
| Convince                          | Jamaica                      |                                 |
| Kumfu                             | Jamaica                      | Negre cimarrón                  |
| Dança Kromanti                    | Jamaica                      | Àkans                           |
| Kumina                            | Jamaica                      | Kongo (grup humà)               |
| Myal                              | Jamaica                      | Obeah                           |
| Obeah                             | Jamaica                      | Negre cimarrón                  |
| Rastafari                         | Jamaica                      | Etiòpia                         |
| Bobo Ashanti                      | Jamaica                      | Àkans                           |
| Nyabinghi                         | Jamaica                      | Ruanda, Tanzània, Uganda        |
| Dotze Tribus d'Israel (rastafari) | Jamaica                      | Judaisme messiànic              |
| Sansé                             | Puerto Rico                  | Espiritisme                     |
| Kéle                              | Afroamericans de Saint Lucia | Iorubes                         |
| Winti                             | Surinam                      | Àkans, Fon (grup humà)          |
| Baptista Espiritual               | Trinitat i Tobago            |                                 |
| Orisha Trinitat                   | Trinitat i Tobago            | Iorubes                         |
| Hoodoo                            | Estats Units d'Amèrica       | Kongo (grup humà), Simbi, Nkisi |
| Vodú de Louisiana                 | Estats Units d'Amèrica       | Bàmbares                        |
| María Lionza                      | Veneçuela                    | Sincretisme                     |